# 杜景碩
杜景碩（越南语：／，912年—967年），稱號為杜景公（越南语：／），越南十二使君時期的割據者之一。他曾為吳朝君主楊三哥、吳昌文效力，後來割據杜洞江一地。最後，被丁朝開創者丁部領所平。

## 生平

### 先後效力楊三哥、吳昌文
杜景碩在早年曾為吳朝篡位者楊三哥效力。945年，吳朝開創者吳權逝世後，外戚楊三哥奪位，而吳權的長子吳昌岌則出逃，依靠茶鄉（在今越南海陽省金城縣）的范令公。楊三哥為了斬草除根，派指揮使楊吉利、杜景碩二人率兵到范令公處追捕吳昌岌，來回三次，不果。最終，范令公將吳昌岌匿藏在山林裡，令楊三哥無法找到。
950年，太平唐阮二村（在今越南山西市社）作亂，楊三哥（楊平王）派楊吉利、杜景碩及吳權的次子吳昌文領兵征討。行軍到慈廉一地，吳昌文向楊、杜二人提出，篡位者楊三哥「自行不義，奪我兄弟之位」，況且這次出征任務是「征無辜之邑」，並沒有必勝的把握，所以要求楊、杜二人「還師揜襲平王」。杜景碩等二人並無異議，結果成功助吳昌文重奪政權。

### 割據一方
據《大越史記全書·外紀全書·吳紀·吳使君》裡的說法，在966年，即吳朝君主吳昌文逝世後的次年，杜景碩「稱杜景公，據杜洞江」，與其他割據者爭雄一方，稱為「十二使君」。杜洞江一地的位置，近代越南史家陳仲金提出是屬於青威縣，越南社會科學委員會亦提出是河西省青威縣。

### 敗亡
據中國學者郭振鐸、張笑梅指出，杜景碩最終被當時割據者之一的丁部領以重兵圍攻，雙方爭持年餘，最後杜景碩被流矢所中。他的部眾也歸降丁部領。

## 外部連結
- （中文）.   [2008-11-09]. （原始内容存档于2009-06-16）.
- （越南文）（中文）.   [2008-11-09]. （原始内容存档于2016-03-10）.
- （越南文）（中文）.[永久]